# Aechmophorus
Aechmophorus es un género de aves podicipediforme perteneciente a la familia Podicipedidae que habita en Norteamérica. 

## Especies
El género contiene dos especies:
- Aechmophorus occidentalis - achichilique común, achichilique piquiamarillo o achichilique occidental;
- Aechmophorus clarkii) - achichilique de Clark o achichilique piquinaranja.

## Descripción
Son dos pájaros esbeltos con cuellos largos, mide casi 56-74 cm de longitud.
Aunque las dos especies se asemejan mucho, la forma y el color del pico, así como las plumas alrededor de los ojos escarlata se pueden utilizar para diferenciar ambas especies. 

## Hábitat y distribución
Las dos especies viven al oeste de los Estados Unidos y México, en zonas de agua dulce con vegetación palustre. Las aves septentrionales, en invierno, quieren por la noche hacia bahías y estuarios de la costa del Pacífico.

## Reproducción
Hacen el nido en general en pantanos de aguas poco profundas. Los dos sexos ayudan a construir una plataforma flotante de la vegetación. Las paradas nupciales son extremadamente complejas y ritualidades. Se ponen más de 2 – 4 huevos.